# Apamea cuneatella
Apamea cuneatella là một loài bướm đêm trong họ Noctuidae.